# 영남도
영남도(嶺南道)는 고려 시대에 존재했던 한국의 옛 행정 구역 가운데 하나이다. 지금의 경상북도와 충청북도 일부에 있었다.